# Robert L. Thorndike
Robert L. Thorndike (1910-1990) foi um psicometrista e psicólogo educacional estadunidense.
Destacou-se por fazer contribuições significativas para os testes de habilidade cognitiva, como a elaboração e análise de pesquisas comparativas de teste de desempenho de estudantes em vários países. Como seu pai, Edward Thorndike, realizou pesquisas tanto em psicologia dos animais quanto humana. Com Irving Lorge, em 1954 publicou um teste padronizado que mais tarde tornou-se, com a colaboração de Elizabeth Hagen, o amplamente utilizado Teste de Habilidade Cognitiva.